# Virus des striures fines du maïs
Gammanucleorhabdovirus maydis
Genre
Espèce
Synonymes
- Maize fine streak virus (2009)
- Maize fine streak nucleorhabdovirus (2015)
- Maize fine streak gammanucleorhabdovirus (2019)

Le virus des striures fines du maïs (MFSV, Maize fine streak gammanucleorhabdovirus), ou Gammanucleorhabdovirus maydis, est une espèce de virus du genre Gammanucleorhabdovirus (famille des Rhabdoviridae). C'est un virus à ARN à simple brin à polarité négative, classé dans le groupe V de la classification Baltimore. 
L'espèce, Maize fine streak gammanucleorhabdovirus, résulte du renommage en 2019 de l'ancienne espèce, Maize fine streak nucleorhabdovirus, qui était classée dans la famille des Rhabdoviridae sans être rattachée à un genre. Elle a été classée dans un nouveau genre, Gammanucleorhabdovirus, créé à la suite de la scission de l'ancien genre, Nucleorhabdovirus, en trois nouveaux genres, les deux autres étant Alphanucleorhabdovirus et Betanucleorhabdovirus.
Ce virus, qui a été signalé en Géorgie (États-Unis), infecte le maïs (phytovirus). Il est transmis par une espèce de cicadelles, Graminella nigrifrons. Comme toutes les espèces du genre Nucleorhabdovirus, ce virus se réplique dans le noyau des cellules infectées tant chez les plantes que chez les insectes.

## Structure
Les virions sont des particules enveloppées, bacilliformes, d'environ 231 nm de long et de 71 nm de diamètre.
Le génome est constitué d'une molécule d'ARN à simple brin de sens négatif, linéaire, d'une taille de 13 782 nucléotides. Cet ARN code sept protéines.